# Roadburg
Roadburg is een Belgische indie/rockband rond liedjesschrijver Siegfried Smeets, bijgestaan door zijn tweelingbroer Arnout Smeets, Arnaud Vandeputte, Thibault Vaninbroukx en Laurens Verhaeghe. De vijf bandleden zijn allen afkomstig uit Hasselt, Limburg. Roadburg wordt gekenmerkt door een scherpe sound die het midden houdt tussen progrock en slacker, weldoordachte teksten en een podium vol instrumenten. 

## Geschiedenis
Roadburg liet voor het eerst van zich horen tijdens Limbomania in 2007, waar de band zilver behaalde en de publieksprijs won. Ook op Humo's Rock Rally in 2008 behaalde de groep met een vierde plaats een mooi resultaat. Later in 2008 haalde de band als enige Humo's Rock Rally-finalist van dat jaar de affiche van Pukkelpop. Met dit optreden haalde Roadburg Het Journaal op de openbare tv-zender Eén en het optreden werd overladen met positieve recensies. Later dat jaar speelde Roadburg ook het voorprogramma van de Amerikaanse band Cold War Kids in de AB.
Het voorjaar en de zomer van 2009 werden gebruikt om de nummers voor het debuutalbum te laten rijpen. Ondertussen lieten zanger Siegfried en gitarist Thibault met The Galacticos de single Humble Crumble op de wereld los.
In september 2009 trokken de bandleden zich terug in de Temple Studios in Malta om er te werken aan hun langverwachte debuutalbum. Producer van dienst was Luuk Cox (Shameboy), die eerder ook het debuutalbum van Tim Vanhamel produceerde. De afwerking van de muziek was in handen van Frank Arkwright (Arcade fire, Bloc Party, Coldplay).
Op 22 februari 2010 bracht Roadburg zijn debuutalbum Raise Cain uit, met de singles Instant Flowers en Sequences of small town kings.

## Leden
- Siegfried Smeets (basgitaar/mini klarinet/zang)
- Arnout Smeets (slagwerk/alpenhoorn)
- Arnaud Vandeputte (Rhodes)
- Laurens Verhaeghe (synthesizer/kazoo/zang)
- Thibault Vaninbroukx (gitaar/doedelzak/zang)

## Discografie
Debuutalbum Raise Cain
Nummers:
1. Ferocious East (4.21)
2. Turn the radio off (3.29)
3. Heaven's trash (3.23)
4. Don't lose your luster (3.22)
5. Plenty of peace left (3.32)
6. Instant flowers (4.48)
7. A sonic journey (4.10)
8. Peel me (3.01)
9. Sequences of small town kings (4.02)
10. Hand on heart  (3.50)
11. Dead man's call (5.26)